# Jenni Sidey-Gibbons
Jennifer Anne „Jenni" MacKinnon Sidey (ur. 3 sierpnia 1988 r. w Calgary) – kanadyjska astronautka, inżynierka i wykładowczyni akademicka.
Została wybrana przez Kanadyjską Agencję Kosmiczną (CSA) wraz z Joshuą Kutrykiem do grupy CSA Group 2017. W 2023 r. CSA wyznaczyła ją na zastępczynię Jeremy'ego Hansena w misji przelotu księżycowego Artemis II. Od momentu ogłoszenia misji CSA Artemis w 2023 r., astronautka używa nazwiska przyjętego po ślubie: Jenni Gibbons.

## Edukacja
Ukończyła studia na Uniwersytecie McGilla, otrzymując dyplom z wyróżnieniem w dziedzinie inżynierii mechanicznej. Podczas studiów prowadziła badania we współpracy z Kanadyjską Agencją Kosmiczną (CSA) i National Research Council Flight Research Laboratory nad rozprzestrzenianiem się płomienia w warunkach mikrograwitacji.
Należała do stowarzyszenia McGill Association of Mechanical Engineers (MAME) i Plumbers' Philharmonic Orchestra (PPO).
W 2015 r. pod kierunkiem profesora Nondasa Mastorakosa, ukończyła studia doktoranckie z inżynierii w Jesus College w Cambridge, skupiając się na procesie spalania.

## Kariera akademicka
Przed dołączeniem do Kanadyjskiej Agencji Kosmicznej (CSA), Jenni Gibbons wykładała na Wydziale Inżynierii Uniwersytetu w Cambridge. Jej badania koncentrowały się na fizyce płomienia turbulentnego i redukcji zanieczyszczeń w systemach spalania. Uczyła również studentów studiów licencjackich i magisterskich na Wydziale Energetyki, Mechaniki Płynów i Maszyn Turbinowych. W 2016 r. otrzymała nagrodę Young Woman Engineer of the Year Award przyznawaną przez Institution of Engineering and Technology, a także nagrodę Royal Academy of Engineering: Young Engineer of the Year Award.

## Kariera w Kanadyjskiej Agencji Kosmicznej (CSA)
Jenni Gibbons została wybrana przez Kanadyjską Agencję Kosmiczną (CSA) do odbycia szkolenia na astronautkę w ramach 2017 CSA Group, czwartej kanadyjskiej kampanii rekrutacyjnej astronautów. Ona i Joshua Kutryk zostali wybrani spośród dużej liczby zakwalifikowanych osób. Gibbons była trzecią - a zarazem najmłodszą w historii CSA - kandydatką wybraną przez Kanadyjską Agencję Kosmiczną po Robercie Bondar i Julie Payette. 
W lipcu 2017 r. przeniosła się do Houston, aby ukończyć dwuletni program szkolenia kandydatów na astronautów i astronautki NASA w Johnson Space Center. Szkoliła się wraz z klasą astronautów i astronautek NASA z 2017 roku. W 2020 r. otrzymała od CSA oficjalny tytuł astronautki.
W dniu 22 listopada 2023 r., podczas publicznej ceremonii w siedzibie CSA, Jenni Gibbons została przydzielona jako rezerwowa Jeremy'ego Hansena do misji Artemis II, która ma odbyć się nie wcześniej niż we wrześniu 2025 r. (inne źródła: nie wcześniej niż w listopadzie 2024).